# Open Sud de France 2023
L'Open Sud de France 2023 è stato un torneo di tennis giocato sul cemento. È stata la 36ª edizione del torneo facente parte dell'ATP Tour 250 nell'ambito dell'ATP Tour 2023. Si è giocato al Park&Suites Arena di Montpellier, in Francia, dal 6 al 12 febbraio 2023.

## Partecipanti al singolare

### Teste di serie
| Nazionalità | Giocatore                   | Ranking | Testa di serie* |
| ----------- | --------------------------- | ------- | --------------- |
| Danimarca   | Holger Rune                 | 9       | 1               |
| Italia      | Jannik Sinner               | 17      | 2               |
| Croazia     | Borna Ćorić                 | 23      | 3               |
| Spagna      | Roberto Bautista Agut       | 24      | 4               |
| Spagna      | Alejandro Davidovich Fokina | 32      | 5               |
| Kazakistan  | Aleksandr Bublik            | 32      | 6               |
| Finlandia   | Emil Ruusuvuori             | 43      | 7               |
| Francia     | Benjamin Bonzi              | 45      | 8               |

* Ranking al 30 gennaio 2023.

#### Altri partecipanti
I seguenti giocatori hanno ricevuto una wildcard per il tabellone principale:
- Arthur Fils
- Ugo Humbert
- Luca Van Assche

I seguenti giocatori sono entrati nel tabellone principale passando dalle qualificazioni:

- Clément Chidekh
- Antoine Bellier
- Luca Nardi
- Geoffrey Blancaneaux

#### Ritiri
Prima del torneo
- Pablo Carreño Busta → sostituito da  Grégoire Barrère
- Grigor Dimitrov → sostituito da  Mikael Ymer
- Botic van de Zandschulp → sostituito da  Nikoloz Basilašvili

## Partecipanti al doppio

### Teste di serie
| Nazione     | Giocatore         | Nazione     | Giocatore              | Rank* | Testa di serie |
| ----------- | ----------------- | ----------- | ---------------------- | ----- | -------------- |
| Germania    | Kevin Krawietz    | Germania    | Tim Pütz               | 47    | 1              |
| Messico     | Santiago González | Francia     | Édouard Roger-Vasselin | 53    | 2              |
| Germania    | Andreas Mies      | Australia   | John Peers             | 59    | 3              |
| Paesi Bassi | Robin Haase       | Paesi Bassi | Matwé Middelkoop       | 60    | 4              |

* Ranking al 30 gennaio 2023.

### Altri partecipanti
Le seguenti coppie di giocatori hanno ricevuto una wildcard per il tabellone principale:
- Maxime Cressy /  Albano Olivetti
- Arthur Fils  /  Luca Van Assche

La seguente coppia di giocatori è entrata in tabellone come alternate:
- Théo Arribagé /  Luca Sanchez

### Ritiri
Prima del torneo
- Maxime Cressy /  Albano Olivetti → sostituiti da  Patrik Niklas-Salminen /  Emil Ruusuvuori
- Matthew Ebden /  Hugo Nys → sostituiti da  Sriram Balaji /  Jeevan Nedunchezhiyan
- Lloyd Glasspool /  Harri Heliövaara → sostituiti da  Manuel Guinard /  Fabrice Martin
- Pierre-Hugues Herbert /  Nicolas Mahut → sostituiti da  Théo Arribagé /  Luca Sanchez
- Raven Klaasen /  Aisam-ul-Haq Qureshi → sostituiti da  Fabian Fallert /  Hendrik Jebens

## Punti
| Evento    | V   | F   | SF | QF | 2T | 1T   | Q    | Q2   | Q1   |
| Singolare | 250 | 150 | 90 | 45 | 20 | 0    | 12   | 6    | 0    |
| Doppio    | 250 | 150 | 90 | 45 | 0  | N.D. | N.D. | N.D. | N.D. |

## Montepremi
| Evento    | V       | F       | SF      | QF      | 2T     | 1T     | Q2     | Q1     |
| Singolare | €85,605 | €49,940 | €29,355 | €17,010 | €9,880 | €6,035 | €3,020 | €1,645 |
| Doppio*   | €29,740 | €15,910 | €9,330  | €5,220  | €3,070 | N.D.   | N.D.   | N.D.   |

* per team

## Campioni

### Singolare
Jannik Sinner ha sconfitto in finale  Maxime Cressy con il punteggio di 7–6(3), 6-3.
• È il settimo titolo in carriera per Sinner, il primo in stagione.

### Doppio
Robin Haase /  Matwé Middelkoop hanno sconfitto in finale  Maxime Cressy /  Albano Olivetti con il punteggio di 7–6(4), 4-6, [10-6].